# NKイゾラ
ノゴメトニ・クルブ・イゾラ（Nogometni klub Izola）は、スロベニア・イゾラに本拠地を置いていたサッカークラブ。1996年に財政難によって解散した。

## 歴史
イゾラがイタリアの征服下であった1923年にクルブ・カルチスティコ・ジョヴァニーレ・イゾラ・ドルスティラという名前で設立された。1937年かあら1946年はセリエCに所属しており、この期間には数人のイタリア代表経験選手が在籍していた。1951年に現在のクラブ名に変更。
1995-96シーズン終了後、クラブは財政難によって解散を余儀なくされた。しかし、解散後すぐに後継クラブとしてMNKイゾラが設立されている。

## 過去の成績
| シーズン | リーグ戦     | リーグ戦 | リーグ戦 | リーグ戦 | リーグ戦 | リーグ戦 | リーグ戦 | リーグ戦 | リーグ戦 | リーグ戦 | スロベニア・カップ |
| シーズン | ディビジョン | 順位     | 試       | 勝       | 分       | 敗       | 得       | 失       | 点       | 備考     | スロベニア・カップ |
| -------- | ------------ | -------- | -------- | -------- | -------- | -------- | -------- | -------- | -------- | -------- | ------------------ |
| 1991-92  | プルヴァリガ | 3位      | 40       | 22       | 12       | 6        | 62       | 26       | 56       |          |                    |
| 1992-93  | プルヴァリガ | 13位     | 34       | 10       | 10       | 14       | 45       | 46       | 30       |          | 1回戦敗退          |
| 1993-94  | プルヴァリガ | 10位     | 30       | 9        | 8        | 13       | 45       | 41       | 26       |          | ベスト16           |
| 1994-95  | プルヴァリガ | 13位     | 30       | 7        | 6        | 17       | 30       | 73       | 20       |          | ベスト8            |
| 1995-96  | プルヴァリガ | 10位     | 36       | 1        | 5        | 30       | 13       | 140      | 8        | 降格     | 1回戦敗退          |

## 歴代所属選手
- ムラデン・ルドニャ 1992-1993
- アントン・ジュロガル 1993-1996